# Міщук Микола Сергійович
Микола Сергійович Міщук (1999—2023) — солдат збройних сил України, учасник російсько-української війни.

## Життєпис
Народився 15 грудня 1999 року в селі Будераж, навчався у Повчанській школі яку закінчив у 2015 році. Далі пішов навчатися до Радивилівського професійного ліцею. 
Працював на сезонних роботах у Польщі.
Мобілізований 27 червня 2023 року. 
Загинув 21 жовтня 2023 року на Луганщині.

## Нагороди
- Орден «За мужність» III ступеня[1].